# Numide
Numide (llamada oficialmente Santiago de Numide) es una parroquia española del municipio de Tordoya, en la provincia de La Coruña, Galicia.

## Entidades de población
Entidades de población que forman parte de la parroquia:
- Belbís (Belvís)
- Castro (O Castro)
- Liñariño (O Liñariño)
- Liste
- Paínza (A Paínza)
- Pontraga (A Pontraga)
- Regueiro (O Regueiro)

## Demografía
| Gráfica de evolución demográfica de Numide entre 2000 y 2019 |
|                                                              |
| Datos según el nomenclátor publicado por el INE.             |